# Église Saint-Augustin de Nantes
L'église Saint-Augustin de Nantes est située à Nantes dans le département de Loire-Atlantique en France. Elle est consacrée à saint Augustin d'Hippone, docteur de l'Église.
Elle est située au nord-est de la ville, dans le quartier Nantes-Erdre, rue des Roches grises. Elle appartient à la paroisse de la Trinité-de-l'Éraudière.
C'est une simple salle très sommaire, sans étage, ni architecture proprement religieuse. Elle n'est pas classée aux monuments historiques.

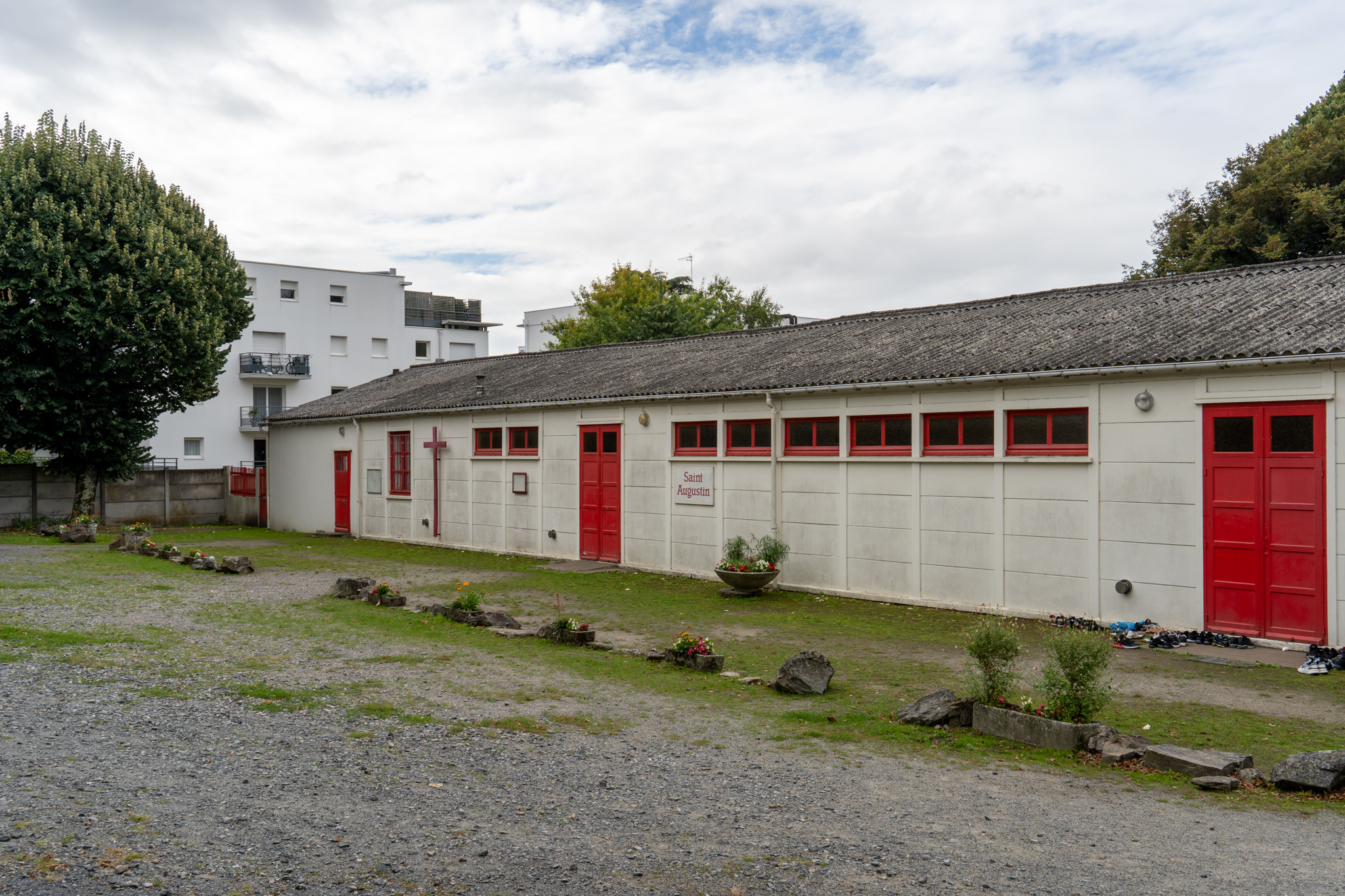
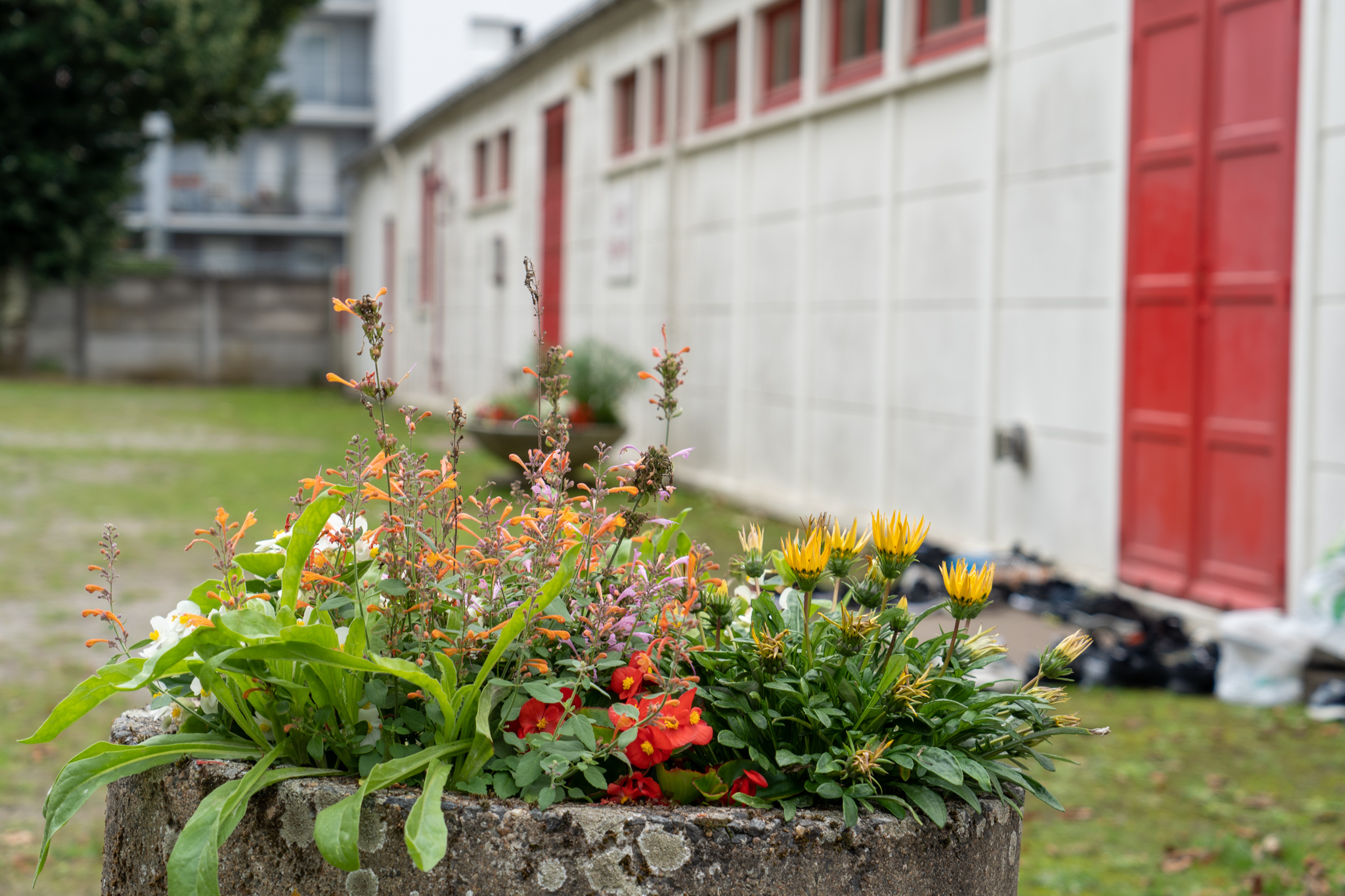